# Góry Danakilskie
Góry Danakilskie (dawniej: Wyżyna Danakilska) – góry w Afryce, na pograniczu Erytrei i Etiopii, między niziną nadbrzeżną Morza Czerwonego i zapadliskiem Afar. Góry ciągną się przez 300 km. Najwyższym szczytem jest Ramlu (2130 m n.p.m.).